# Oratorio di San Giovanni Battista (Breggia)
L'oratorio di San Giovanni Battista sorge sulla riva del torrente Breggia, a Muggio (località Turro), frazione del comune di Breggia in Canton Ticino. 
L'edificio, menzionato a partire dal 1582 e consacrato nel 1616, ha un'unica navata con soffitto a capriate scoperte, coro quadrangolare con volta a botte, campanile orientato a nord e portico scandito da pilastri. Questi ultimi due elementi risalgono al XVIII secolo, nel corso del quale fu anche coperta la finestra termale che si trovava sulla facciata. Sull'altare, realizzato in stucco nel XVII secolo probabilmente da Domenico Fontana e dotato di una balaustra in marmo d'Arzo, una pala secentesca raffigura la Decollazione di San Giovanni Battista, mentre due affreschi dello stesso secolo rappresentano il Battesimo di Cristo e la Predicazione. Risale invece al Settecento il paliotto in scagliola con l'Agnus Dei e altri motivi decorativi. All'interno, inoltre, altre due tele secentesche: la Vergine e i Santi Giovanni Battista e Lorenzo, nella navata, e la Vergine coi santi Rocco e Sebastiano, di poco anteriore.